# Simulium nujiangense
Simulium nujiangense es una especie de insecto del género Simulium, familia Simuliidae, orden Diptera.
Fue descrita científicamente por Xue, 1993.